# Deeper Down
Deeper Down er en single af det britiske death/doom metal-band My Dying Bride, der blev udgivet den 18. september 2006.
Titelsporet var også inkluderet på deres album A Line of Deathless Kings, der blev udgivet nogen måneder efter. "The Child of Eternity" er den eneste sang der ikke er på noget album, men hvis lyd er lignende bandets gamle death/doom metal stil. Det tredje spor er et livenummer af sangen "A Kiss to Remember," som var med på DVD udgivelsen Sinamorata og som studieindspilning på Like Gods of the Sun.

## Sporliste
1. "Deeper Down" – 3:50
2. "The Child of Eternity" – 4:16
3. "A Kiss to Remember" (Live) – 7:22

## Musikere
- Aaron Stainthorpe – Vokal
- Adrian Jackson – Bas
- Hamish Glencross – Guitar
- Andrew Craighan – Guitar
- Sarah Stanton – Keyboard
- John Bennett – Trommer
- Shaun Taylor-Steels – Trommer på spor 3